# Pietro Camedda
Pietro Camedda (Gattinara, 24 maggio 1965 – scomparso a Novara il 31 luglio 1984) è stato un militare italiano, scomparso dalla caserma Passalacqua di Novara dove prestava servizio di leva.
Il suo caso insoluto, ritenuto frutto di episodi di nonnismo ma che venne però ufficialmente archiviato come diserzione, è stato oggetto di controversie, dibattiti e speculazioni varie.

## Storia

### La vicenda
Camedda viveva a Gattinara in provincia di Vercelli, con la famiglia. Qui lavorava in un salumificio col fratello Efisio. Al momento di prestare il servizio militare di leva, dopo un periodo al CAR a Diano Castello (Liguria), fu trasferito alla caserma Passalacqua di Novara. Il 31 luglio 1984 avrebbe dovuto recarsi alla caserma Perrone, poco distante. Dopo essersi regolarmente presentato all'appello mattutino delle 8:30, nessuno prese più nota dei suoi spostamenti e la sera non si presentò all'appello.
Secondo le ricostruzioni ufficiali degli organi inquirenti, Camedda sarebbe sparito dalla caserma fra le 10:30 e le 13, anche alla luce del fatto che non si presentò all'adunata delle 13:30; ma nessuno si mise alla sua ricerca nel pomeriggio, dato che uomini del plotone dissero «che era andato a fare un servizio a Bellinzago, in un'altra caserma», secondo quanto dichiarato da Carlo Sinisi, caporale di giornata.
Le indagini interne partirono tre giorni dopo l'allontanamento, perché come spiegato dal comandante del suo plotone, Paolo Torelli, «capita abbastanza spesso che un militare manchi all'appello. Se l'assenza si protrae per una settimana scatta l'accusa di diserzione». Anche il colonnello Fausto Trioschi giustificò il ritardo delle ricerche, spiegando ai giudici incaricati nel processo del 1992 che «se non fosse rientrato dalla libera uscita, la sua assenza sarebbe stata rilevata all'appello del mattino dopo. Invece così ci volle molto più tempo per scoprirlo».
Torelli ordinò l'apertura dell'armadietto di Camedda per verificare possibili elementi che potessero confermarne l'allontanamento volontario, ma risultava tutto: abiti civili e militari, patente e documenti, danaro e libretto degli assegni e risultò che non mancava alcun oggetto dal guardaroba del soldato, nonostante il sospetto di diserzione portasse a pensare che si fosse allontanato volontariamente.
Il 25 novembre 1984 una chiamata anonima al 112, avanzò l'ipotesi dell'omicidio e fissò un appuntamento ai carabinieri, al quale tuttavia non si presentò nessuno; l'utenza telefonica fu poi rintracciata quasi del tutto, mancava infatti solo l'ultima cifra, alla cui ricerca si mise il pubblico ministero del processo del 1992.

### L'interrogazione parlamentare
Nel 1990 il deputato socialista Filippo Fiandrotti presentò una interpellanza al governo per conoscere i risultati delle indagini e sollecitarne altre; la risposta di Virginio Rognoni, allora ministro della difesa riassunse le ipotesi investigative:
1. fuga in Finlandia per raggiungere una ragazza conosciuta mesi prima durante il CAR in Liguria;
2. fuga causata dal nonnismo in caserma;
3. morte per omicidio per aver assistito ad attività illecite in caserma ad opera di commilitoni ed occultamento del cadavere al suo interno. Il ministro aggiunse che ulteriori indagini e sopralluoghi in caserma non portarono novità[8].

### Le lettere anonime nel 2011
Il 23 gennaio 2011 un anonimo, autodefinitosi un pregiudicato, inviò ad alcune redazioni giornalistiche e al comando provinciale dei carabinieri di Bergamo due missive. Nella prima spiegava come trovare Yara Gambirasio, una dodicenne scomparsa il 26 novembre 2010 da Brembate di Sopra, e nella seconda dichiarava d'essere al corrente di informazioni relative al caso di Camedda, utili alla definitiva risoluzione del giallo e alla condanna degli ufficiali coinvolti, risollevando in questo modo la tesi del complotto.

## Le indagini
Il tribunale militare concluse comunque che Camedda si era allontanato volontariamente dalla caserma, forse per una fuga d'amore, condannandolo quindi per il reato di diserzione; ad avvalorare la tesi contribuì anche la testimonianza di Antonio Celibato che dichiarò d'aver visto una persona somigliante a Camedda tre giorni dopo la sua scomparsa, il 3 agosto alla stazione di Milano, con addosso la stessa maglia del soldato sparita dal suo armadietto (unico oggetto scomparso, portafogli e cambi furono lasciati, e non ci fu alcun movimento dopo la sparizione sul conto in banca a lui intestato).
Dopo l'archiviazione del precedente fascicolo per mancanza di prove esterne alla pista del reato di diserzione, il 21 giugno 1989 le indagini furono riprese dal giudice istruttore di Novara, Isabella Diani, e il fascicolo relativo al caso inviato al procuratore della Repubblica; l'accusa di diserzione era presente anche nei nuovi atti. Determinante nella riapertura dell'inchiesta anche la trasmissione dedicata a casi di scomparse Chi l'ha visto?, che attraverso chiamate da parte di informatori anonimi in studio, pose il caso sotto un nuovo spettro, lontano dalla diserzione, ovvero quello di un complotto. Pasqualino Verdecchia, su incarico dello Stato maggiore dell'esercito, ordinò al terzo corpo d'armata «d'interessare la magistratura in funzione della riapertura dell'inchiesta in presenza di nuovi elementi che si ritengano utili per la soluzione del caso». Verdecchia spiegò anche che le forze armate avrebbero contribuito a chiarire la scomparsa, onde evitare «strumentalizzazioni alimentate da segnalazioni di non provata veridicità», dal momento che i servizi dei media avrebbero potuto mettersi alla ricerca del «giallo a tutti i costi» (in riferimento alle teorie del complotto, sorte sui possibili moventi della sparizione/uccisione di Camedda).
Con la riapertura del caso nel 1989 furono rivisti anche diversi elementi potenzialmente probatori dapprima ignorati dalla magistratura. Tra questi, la testimonianza telefonica a Chi l'ha visto? di una donna, rimasta anonima, secondo cui suo figlio — una volta tornato a casa, terminata la leva a Passalacqua — avrebbe raccontato dell'uccisione di un militare in caserma, e della sua sepoltura nello stesso luogo. Tuttavia, essendo stato il giovane al momento del racconto in stato di choc e agli inizi di una possibile instabilità mentale, i suoi familiari non avevano attribuito importanza all'episodio.

## Il processo
Il processo, sostenuto da un tribunale militare presieduto da Alfio Coco, iniziò nel 1992. In mancanza di ulteriori approfondimenti per chiarire gli oscuri contorni della vicenda e verificare potenziali responsabilità, nella seduta del 10 giugno fu rinviato il termine al 1º ottobre. Il pubblico ministero Paolo Scafi aveva, infatti, avanzato la richiesta di sei mesi di carcere per l'autista del Battaglione Centauro di Novara, in relazione alla scomparsa di Camedda, ma le testimonianze dei militari e le informazioni fornite da fonti sotto anonimato al programma televisivo Chi l'ha visto?, spinsero la corte a proseguire le indagini.
Nonostante ciò, la testimonianza fu ritenuta da taluni ragguardevole e gli inquirenti accertarono che il militare fu picchiato e quindi minacciato durante la sua permanenza in caserma, episodio probabilmente avvenuto in congiunzione con la scomparsa del commilitone. Durante il processo, comunque sia, l'importanza delle sue dichiarazioni fu ridimensionata, una volta accertata la sua effettiva turba psichica.